# Paenula
Paenula är ett romerskt plagg av samma typ som poncho. Det består av en konisk huvudbonad som täcker hela huvudet utom ansiktet. Det kan vara ett separat plagg eller utgöra en del av en mantel.